# Złota reguła etyczna
Złota reguła etyczna (zasada wzajemności) — zasada etyczna „traktuj innych tak, jak ty byś chciał być traktowany”; może być również określana w wersji negatywnej: „nie czyń innym tego, czego nie chcesz, by czynili tobie”.
Zasadę tę można odnaleźć w dialogach konfucjańskich zawierających myśl Konfucjusza (551-479 p.n.e.). Pojawia się też w pracach Arystotelesa, Platona, Seneki oraz Izokratesa; również w dziełach Filona z Aleksandrii i Hillela. Zawiera ją też powstała później Ewangelia Mateusza (ok. 85 r. n.e.).

## Antyczni filozofowie
Według sformułowania Konfucjusza:

Zigong zapytał: „Czy jest jakieś słowo, którym można się kierować całe życie?” Konfucjusz rzekł: To ‘wybaczenie’. Czego nie narzucasz sobie, nie narzucaj i innym” // Dialogi konfucjańskie XV:23 
Złotą regułę również głosił Budda Siakjamuni oraz niektórzy z siedmiu mędrców.
Tales z Miletu na pytanie, jak należy kierować własnym postępowaniem, odpowiadał: „Nie czyńmy tego, co ganimy u innych”. Pittakos z Mityleny radził: „Nie czyńmy tego, co nas gniewa u innych”.

## Chrześcijaństwo
Zasadę wyraża nauczanie Jezusa, który w Kazaniu na górze rzekł:

Co byście chcieli, żeby wam ludzie czynili, i wy im czyńcie. Albowiem na tym polega Prawo i Prorocy (Mt 7, 12).
Wyrazami złotej reguły jest jedno z głównych przykazań chrześcijaństwa: „Kochaj bliźniego swego, jak siebie samego”. Jest ono szeroko rozprzestrzenionym nauczaniem, które napotyka się w różnych religiach i systemach filozoficznych całego świata, jednak pochodzi, zgodnie z powyższymi słowami Jezusa, od Prawa Bożego, nadanego przez Jahwe Izraelowi na Górze Synaj w ok. XV-XIII wieku p.n.e.
Według Ulricha Luza złota reguła u Jezusa nie jest jedynie wyrazem — jak sądził Bultmann: „naiwnego egoizmu” — ani zdrowego rozsądku lub prawa naturalnego, lecz w kontekście całego Kazania na górze ma charakter bardziej radykalny, nakazując czynić bliźnim wszystko, co nakazuje miłość.